# Carl Andersson (kompositör)
Carl Andersson, ursprungligen Lok Karl Andersson, senare Hallring, född 1 januari 1916 i Älvdalen i Kopparbergs län, död 7 augusti 1984 i Johanneshov i Stockholm, var en svensk svensk kompositör. Han bildade tillsammans med Gösta Lundell gruppen Carl-Gösta Ahrné.[källa behövs]